# Długi Staw Bystry
Długi  Staw Bystry (słow. Dlhé Bystré pleso) – staw w Dolinie Bystrej w słowackich Tatrach Zachodnich. Znajduje się w najwyższym piętrze tej doliny, pod południowymi zboczami Bystrej i wschodnimi grzędy Garbate odchodzącej od Małej Bystrej. Jest drugim co do wielkości z  Bystrych Stawów. Znajduje się na dnie kotła lodowcowego. Na tym samym dnie kotła, blisko siebie,  znajdują się jeszcze dwa inne stawy: Wielki Staw Bystry i Mały Staw Bystry. Otoczenie stawów to pofałdowany teren morenowy wypełniony rumowiskiem głazów granitowych, miejscami tylko porośniętych niską murawą.
Staw badany był przez Jerzego Młodziejowskiego w 1935. Według jego pomiarów powierzchnia wynosiła 0,271 ha, rozmiar 93 × 37,5 m, a maksymalna głębokość 5 m. Po wojnie staw był mierzony powtórnie,  w tabelce przedstawione są wyniki powojennych, czechosłowackich pomiarów.
Stawy te nie są udostępnione turystycznie. Znajdują się w pewnej odległości od szlaku prowadzącego przez Dolinę Bystrą i są  niewidoczne z jej dna; widać je dopiero ze zboczy wschodniej grani Bystrej.